# Eina de programació
Una eina de programació o eina de desenvolupament de programari és un programa informàtic que els desenvolupadors de programari utilitzen per crear, depurar, mantenir o donar suport a altres programes i aplicacions. El terme normalment es refereix a programes relativament senzills, que es poden combinar per realitzar una tasca, de la mateixa manera que es podrien utilitzar diverses mans per arreglar un objecte físic. Les eines més bàsiques són un editor de codi font i un compilador o intèrpret, que s'utilitzen de manera ubiqua i contínua. Altres eines s'utilitzen més o menys segons el llenguatge, la metodologia de desenvolupament i l'enginyer individual, sovint s'utilitzen per a una tasca discreta, com un depurador o un perfilador. Les eines poden ser programes discrets, executats per separat, sovint des de la línia d'ordres, o poden ser parts d'un sol programa gran, anomenat entorn de desenvolupament integrat (IDE). En molts casos, especialment per a un ús més senzill, s'utilitzen tècniques ad hoc senzilles en lloc d'una eina, com ara la depuració d'impressió en comptes d'utilitzar un depurador, el cronometratge manual (del programa general o de la secció de codi) en lloc d'un perfilador o el seguiment d'errors en un fitxer de text o full de càlcul en lloc d'un sistema de seguiment d'errors.
La distinció entre eines i aplicacions és tèrbola. Per exemple, els desenvolupadors utilitzen bases de dades senzilles (com ara un fitxer que conté una llista de valors importants) tot el temps com a eines. No obstant això, una base de dades completa se sol considerar com una aplicació o programari per dret propi. Durant molts anys es van buscar eines d'enginyeria de programari assistida per ordinador (CASE). Les eines d'èxit s'han mostrat difícils de fer. En cert sentit, les eines CASE van emfatitzar el suport del disseny i l'arquitectura, com ara UML. Però les més reeixides d'aquestes eines són els IDE.

## Ús de les eines de programació

### Traduir del llenguatge humà a l'ordinador
Els ordinadors moderns són molt complexos i per programar-los de manera productiva es necessiten diverses abstraccions. Per exemple, en lloc d'escriure la representació binària d'un programa, un programador escriurà un programa en un llenguatge de programació com C, Java o Python. Les eines de programació com els assembladors, compiladors i enllaçadors tradueixen un programa d'un llenguatge font llegible i d'escriptura humana als bits i bytes que pot executar un ordinador. Els intèrprets interpreten el programa sobre la marxa per produir el comportament desitjat.

## IDEs
Els entorns de desenvolupament integrats combinen les característiques de moltes eines en un sol paquet. Per exemple, faciliten la realització de tasques específiques, com ara cercar contingut només en fitxers d'un projecte concret. Els IDE es poden utilitzar, per exemple, per al desenvolupament d'aplicacions a nivell empresarial.
En aquesta comparació d'entorns de desenvolupament integrats es poden trobar diferents aspectes dels IDE per a llenguatges de programació específics.